# Sargus congoense
Sargus congoense är en tvåvingeart som först beskrevs av Lindner 1965.  Sargus congoense ingår i släktet Sargus och familjen vapenflugor.
Artens utbredningsområde är Kongo. Inga underarter finns listade i Catalogue of Life.